# 贝特尔斯多夫
贝特尔斯多夫是德国萨克森州的一个市镇。总面积22.24平方公里，总人口1630人，其中男性787人，女性843人（2011年12月31日），人口密度73人/平方公里。
1727年8月13日，摩拉维亚弟兄会的复兴在此处的教堂发生。 